# Asellia
Asellia (Gray, 1838) è un genere di pipistrelli della famiglia degli Ipposideridi.

## Etimologia
L'epiteto generico deriva dalla parola greca σέλλα, il cui significato è sella, preceduta dalla α privativa, con allusione alla mancanza di una struttura caratteristica nella porzione centrale della foglietta nasale.

## Descrizione

### Dimensioni
Al genere Asellia appartengono pipistrelli di piccole dimensioni, con lunghezza della testa e del corpo tra 46 e 62 mm, la lunghezza dell'avambraccio tra 43 e 56 mm, la lunghezza della coda tra 16 e 29 mm e un peso fino a 10 g.

### Caratteristiche craniche e dentarie
Il cranio presenta un rostro corto e profondo e una scatola cranica poco elevata. La cresta sagittale è sviluppata notevolmente nella regione inter-orbitale. Gli incisivi inferiori sono disposti in una fila continua in contatto con i canini. I canini superiori sono forniti di una cuspide secondaria, mentre il terzo molare superiore è molto stretto. Le vertebre lombari, eccetto le ultime due, sono fuse tra loro. 
Sono caratterizzati dalla seguente formula dentaria:

### Aspetto
Il colore della pelliccia è variabile dal bruno-arancio al giallo-brunastro. Il muso è allungato e sottile, la foglia nasale ha la porzione anteriore semplice, quella intermedia liscia e leggermente sporgente mentre la porzione posteriore è tricuspidata. Sono inoltre presenti due piccole fogliette su ogni lato e una sacca frontale dietro la foglia nasale. Le orecchie sono grandi e prive di peli. La coda si estende oltre l'uropatagio.

## Distribuzione
Il genere è diffuso nell'Africa settentrionale, orientale e dalla Penisola arabica fino all'India centro-occidentale.

## Tassonomia
Il genere comprende 3 specie.
- Asellia arabica
- Asellia patrizii
- Asellia tridens